# Джон Раггі
Джон Джерард Раггі (18 жовтня 1994 — 16 вересня 2021) — професор в галузях прав людини та міжнародних відносин в Урядовій Гарвардській школі імені Джона Ф. Кеннеді. Він також є афілійованим професором в міжнародно-правових дослідженнях в Гарвардській школі права.

## Раннє життя та освіта
Раггі народився в Австрії у місті Грац, син Йосипа і Маргарет Раггі. Він виріс в канадському місті Торонто.
В канадському університеті МакМастера Раггі здобув ступінь бакалавра в галузях політики та історії.
В 1965 році одружився з Мері Захарчук, з якою має сина.
В 1967 році переїхав до Сполучених Штатів та вступив до аспірантури. Він захистив докторську дисертацію в галузі політології у Каліфорнійському університеті в Берклі.

## Кар'єра

### Академічні посади
Протягом багатьох років Раггі викладав в Колумбійському університеті та зрештою став деканом факультету міжнародних і громадських справ. Він також викладав в Каліфорнійському університеті в Берклі та в Сан-Дієго, де очолював Каліфорнійський загальносистемний Інститут глобальних конфліктів та співпраці.

### Робота в Організації Об'єднаних Націй
Він двічі очолював посаду старшого співробітника в Організації Об'єднаних Націй. З 1997 по 2001 займав пост помічника Генерального секретаря Організації Об'єднаних Націй з питань стратегічного планування, який був створений спеціально для нього тодішнім Генеральним секретарем Кофі Аннаном. Раггі був одним з головних архітекторів Глобального договору Організації Об'єднаних Націй. У 2005 році Джона призначили Приватним представником Генерального секретаря ООН з бізнесу та прав людини. Він розробив звід принципів, а саме Керівні принципи ООН з питань бізнесу та прав людини, які були прийняті декількома міжнародними організаціями.

### Наукова робота
Раггі вважається одним з найвпливовіших політологів свого покоління. Він ввів поняття міжнародних режимів і епістемічних громад в області міжнародних відносин; пристосовував від Карла Поланьї термін «вбудований лібералізм» для пояснення міжнародної економічної системи після Другої Світової війни серед західних капіталістичних держав; був однією з основних причин появи конструктивістського підходу до міжнародного теоретизування відносин, який поряд з іншими факторами охоплює ролі норм, ідей і ідентичності при визначенні міжнародних результатів. За дослідженням проведеним в журналі ''Foreign Policy'' Джона Раггі названо одним з 25 найвпливовіших вчених міжнародних відносин в Сполучених Штатах та Канаді.

## Нагороди та визнання
Раггі має ступінь доктора юридичних наук (гонорис кауза) в університеті Макмастера та ступінь доктора філологічних наук (гонорис кауза) в університеті Ватерлоо.
Раггі є членом Американської академії мистецтв і наук, він є власником премії Видатний вчений Міжнародної асоціації досліджень та премії Хемфрі Американської асоціації політичних наук за видатну державну службу політолога. Також Джон є одержувачем стипендії Гуггенхайма. Журнал ''Foreign Policy'' назвав його одним з 25 найвпливовіших вчених міжнародних відносин в Сполучених Штатах та Канаді. У 2014 році він отримав премію Гаррі Лерой Джонса Вашингтонського іноземного правового суспільства як «людина, яка зробила видатний внесок у розвиток і застосування міжнародного права» для розвитку Керівних принципів Організації Об'єднаних Націй з питань бізнесу та прав людини. Попередні одержувачі включають: Верховних суддів Сандру Дей О'Коннор, Рута Бейдера Гінзбурга і Стівена Брейера, члена Міжнародного Суду Томаса Бюргенталя, держсекретаря Джеймса Бейкера, сенатора Джорджа Мітчелла, посла Томаса Пікерінга, МВФ директора — Крістін Лагард і засновника ''Transparency International'' Пітера Айгена (http://wfls.org/). Джон Раггі був також удостоєний Глобальної премії Міжнародної асоціації по оцінці впливу навколишнього середовища.